# Ferdinand Hechenfelder
Ferdinand Hechenfelder (23. března 1791 Wörzing, Schörfling am Attersee, Horní Rakousy – 1. května 1860 tamtéž) byl rakouský politik německé národnosti z Horních Rakous, během revolučního roku 1848 poslanec Říšského sněmu.

## Biografie
Narodil se 23. března 1791 ve vsi Wörzing (dnes část obce Schörfling am Attersee v Rakousku) jako syn zemědělce.
Roku 1848 se uvádí jako Ferdinand Hechenfelder, zemědělec. Bydlel v obci Wörzing.
Během revolučního roku 1848 se zapojil do veřejného dění. Ve volbách roku 1848 byl zvolen i na ústavodárný Říšský sněm. Zastupoval volební obvod Vöcklabruck. Tehdy se uváděl coby rolník. Rezignoval v září 1848. Do parlamentu místo něj usedl Anton Peyr.
Zemřel 1. května 1860 ve Wörzingu.